# واورینتس (ناحیه بلانسکو)
واورینتس (به چکی: Vavřinec) یک منطقهٔ مسکونی در جمهوری چک است که در ناحیه بلانسکو واقع شده‌است. واورینتس ۱۲٫۲۴ کیلومتر مربع مساحت و ۸۳۲ نفر جمعیت دارد و ۵۴۵ متر بالاتر از سطح دریا واقع شده‌است.